# Jamie Gold
Jamie Gold (* 25. August 1969 in New York City, New York als Jamie M. Usher) ist ein US-amerikanischer Fernsehproduzent und Pokerspieler. Er gewann 2006 die Poker-Weltmeisterschaft.

## Pokerkarriere

### Werdegang
Gold lernte Poker von Johnny Chan, den er bei einer Fernsehsendung kennenlernte. Seit 2005 spielt Gold regelmäßig bei der World Series of Poker (WSOP) im Rio All-Suite Hotel and Casino am Las Vegas Strip. Beim Main Event der WSOP 2006 setzte sich Gold gegen 8772 andere Pokerspieler durch. Unter anderem schlug er am Finaltisch Allen Cunningham und sicherte sich neben dem Weltmeistertitel das Rekordpreisgeld von 12 Millionen US-Dollar sowie ein Bracelet. Gold spielte gegen Paul Wasicka im Heads-Up und gewann die letzte Hand, als er mit Q♠ 9♣ das Paar 10♥ 10♠ von Wasicka bei einem Board von Q♣ 8♥ 5♥ A♦ 4♣ besiegte.
Vor der WSOP 2006 ging Gold eine Partnerschaft mit dem Online-Casino Bodog.com ein. Er sollte Prominente finden, die während des Main Events in Bodog-Kleidung spielen. Im Ausgleich wurde sein Buy-in gezahlt. Crispin Leyser half ihm, Prominente zu finden und Gold soll mit ihm vereinbart haben, einen eventuellen Gewinn zur Hälfte zu teilen. Nach seinem Sieg bestritt Gold diese Vereinbarung und die 12 Millionen US-Dollar wurden per richterlichem Beschluss eingefroren. Gold erstritt aber, die Hälfte des Gewinns auszahlen zu lassen. Im Frühjahr 2007 wurde bekannt, dass Gold und Crispin Leyser sich außergerichtlich geeinigt haben. Es blieb unbekannt, in welchem Verhältnis die restlichen 6 Millionen ausgezahlt werden. Des Weiteren beendete Bodog.com die Partnerschaft mit Gold.
Bei der WSOP 2015 erreichte er einen Finaltisch in der Variante No Limit Hold’em und beendete ihn auf dem mit rund 120.000 US-Dollar dotierten fünften Rang. Ende März 2016 wurde er beim Main Event des WSOP-Circuits in Los Angeles nach verlorenem Heads-Up gegen Antonio Esfandiari Zweiter und erhielt knapp 140.000 US-Dollar. Seitdem blieben größere Turniererfolge aus.
Insgesamt hat sich Gold mit Poker bei Live-Turnieren mehr als 12,5 Millionen US-Dollar erspielt. Er war in der dritten und vierten Staffel von High Stakes Poker zu sehen.

### Preisgeldübersicht
| Jahr      | Preisgeld (in $) | Turniersiege |
| --------- | ---------------- | ------------ |
| 2005      | 68.258           | 1            |
| 2006      | 12.033.015       | 1            |
| 2007      | 68.750           | 0            |
| 2008      | 0                | 0            |
| 2009      | 30.237           | 0            |
| 2010      | 30.844           | 0            |
| 2011      | 11.643           | 0            |
| 2012      | 2.720            | 0            |
| 2013      | 0                | 0            |
| 2014      | 68.850           | 0            |
| 2015      | 132.221          | 0            |
| 2016      | 139.820          | 0            |
| 2017      | 1.506            | 0            |
| 2018      | 500              | 0            |
| 2019      | 4.277            | 0            |
| 2020–2022 | 0                | 0            |
| 2023      | 19.361           | 0            |
| gesamt    | 12.612.002       | 2            |